# Alistráti
Alistráti (Alistrati) är en ort i Grekland.   Den ligger i prefekturen Nomós Serrón och regionen Mellersta Makedonien, i den nordöstra delen av landet, 300 km norr om huvudstaden Aten. Alistráti ligger 267 meter över havet och antalet invånare är 2 127.
Terrängen runt Alistráti är varierad.Runt Alistráti är det ganska tätbefolkat, med 80 invånare per kvadratkilometer. Närmaste större samhälle är Dráma, 18,7 km nordost om Alistráti. Trakten runt Alistráti består till största delen av jordbruksmark.